# (14164) Hennigar
(14164) Hennigar (1998 TH29) – planetoida z pasa głównego asteroid okrążająca Słońce w ciągu 5,05 lat w średniej odległości 2,94 j.a. Odkryta 15 października 1998 roku.